# Список ботаников-систематиков/R

Список начинающихся на букву R обозначений имён ботаников, которые используются при цитировании научных (латинских) биноминальных названий растений.
Международный кодекс ботанической номенклатуры (МКБН) рекомендует в публикациях на ботанические темы, особенно если они касаются таксономии и номенклатуры, указывать авторов названий таксонов. Указание авторов названий таксонов следует выполнять в соответствии с правилами и советами, приведёнными в МКБН. В частности, в МКБН дана рекомендация использовать при цитировании авторов таксонов опубликованную в 1992 году книгу Браммита и Пауэлл Authors of plant names с уточнениями и дополнениями, соответствующими сведениям из баз данных International Plant Names Index и Index Fungorum.
Список обозначений содержит:
- стандартную форму обозначения,
- имя на русском языке (если известно),
- имя на родном языке персоны (или на английском),
- год рождения или годы жизни; в некоторых случаях дан год первой публикации (пометка fl.), в которой использовано данное обозначение.

## Список
- R.A.Askerova — R. A. Askerova, fl. 2001
- R.A.Dyer — Дайер, Роберт Аллен (англ. Robert Allen Dyer, 1900—1987)
- R.A.W.Herrm. — Rudolf Albert Wolfgang Herrmann, 1885—
- R.Br. — Броун, Роберт (англ. Robert Brown, 1773—1858)
- R.Cunn. — Каннингем, Ричард (англ. Richard Cunningham, 1793—1835)
- R.D.Good — Гуд, Роналд (англ. Ronald D'Oyley Good, 1896—1992)
- R.Dahlgren — Дальгрен, Рольф (Rolf Martin Theodor Dahlgren, 1932—1987)
- R.E.Fr. — Фриз, Роберт Элиас (швед. Robert Elias Fries, 1876—1966)
- R.E.Regel — Регель, Роберт Эдуардович (Robert E. Regel, 1867—1920)
- R.E.Schult. — Шултс, Ричард Эванс (англ. Richard Evans Schultes, 1915—2001)
- R.E.Sm. — Ralph Elliott Smith, 1874—1953
- R.Escobar — Rodrigo Escobar, fl. 1978
- R.Geesink — Гесинк, Роберт (ботаник) (нидерл. Robert Geesink, 1945—1992)
- R.Gruber — Rudolf Gruber
- R.H.Schomb. — Шомбург, Роберт Герман (нем. Robert Hermann Schomburgk, 1804—1865)[1]
- R.Heim — Эйм, Роже Жан (фр. Roger Jean Heim, 1900—1979)
- R.I.Schröd. — Шредер, Рихард Иванович (1822—1903)
- R.Kiesling — Кислинг, Роберто (исп. Roberto Kiesling, 1941—)
- R.L.Hartm. — Ronald Lee Hartman, 1945—
- R.M.Harper — Roland McMillan Harper, 1878—1966
- R.M.King — Robert Merrill King, 1930—2007
- R.M.Patrick — Патрик, Рут Миртл (Ruth Myrtle Patrick, 1907—2013)
- R.M.Sm. — Rosemary Margaret Smith, 1933—2004
- R.M.Tryon — Rolla Milton Tryon, 1916—2001
- R.O.Makinson — Robert Owen Makinson, 1956—
- R.R.Haynes — Robert Ralph Haynes, 1945—
- R.R.Mill — Robert Reid Mill, 1950—
- R.Rice — Rod Rice, fl. 1998
- R.Ross — Robert Ross, 1912—2005
- R.S.Beaman — Reed Schiele Beaman, 1961—
- R.S.Cowan — Коуэн, Ричард Самнер (англ. Richard Sumner Cowan, 1921—1997)
- R.Schust. — Rudolf Mathias Schuster, 1921—[2]
- R.T.Baker — Бейкер, Ричард Томас (англ. Richard Thomas Baker, 1854—1941)
- R.Takase — Roberto Takase, fl. 2000
- R.Taylor — Тейлор, Ричард (ботаник) (англ. Richard Taylor (editor), 1781—1858)
- R.Townson — Таунсон, Роберт (англ. Robert Townson, 1762—1827)
- R.Uechtr. — Ихтриц, Рудольф Карл Фридрих фон (нем. Rudolf Karl Friedrich von Uechtritz, 1838—1886)[3]
- R.V.Valmayor — Ramon V. Valmayor, 1931—
- R.Vig. — Вигье, Рене (фр. René Viguier, 1880—1931)[4]
- R.W.K.Holland — Roger W. K. Holland
- R.Wilczek — Вильчек, Рудольф (Rudolf Wilczek, 1903—1984)
- Rabenh. — Рабенгорст, Готтлоб Людвиг (нем. Gottlob Ludwig Rabenhorst, 1806—1881)
- Racib. — Рациборский, Мариан (пол. Marian Raciborski, 1863—1917)
- Radde — Радде, Густав Иванович (нем. Gustav Radde, 1831—1903)
- Raddi — Радди, Джузеппе (Радди, Джузеппе, 1770—1829)
- Radlk. — Радлькофер, Людвиг (нем. Ludwig Radlkofer, 1829—1927)
- Raenko — Раенко, Лариса Михайловна (1957—)
- Raeusch. — wikispecies:Ernst Adolf Räuschel, 1772—1797
- Raf. — Рафинеск, Константин Самюэль (англ. Constantine Samuel Rafinesque-Schmaltz, 1784—1842)
- Rafn — Рафн, Карл Готтлоб (дат. Carl Gottlob Rafn, 1769—1808)
- Raikova — Райкова, Илария Алексеевна (1896—1981)
- Raimondi — Раймонди, Антонио (исп. Antonio Raimondi, 1826—1890)
- Raithelh. — Jöкg Raithelhuber, 1931—
- Raitv. — Райтвиир, Айн (эст. Ain Raitviir, 1938—2006)
- Ramat. — wikispecies:Thomas Albin Joseph d'Audibert de Ramatuelle, 1750—1794
- Ramond — Рамон де Карбонньер, Луи (фр. Louis Ramond de Carbonnières, 1753—1827)
- Raoul — Рауль, Этьен Фьякр Луи (фр. Étienne Fiacre Louis Raoul, 1815—1852)
- Rapaics — Рапаич, Раймунд (венг. Raymund Rapaics, 1885—1954)
- Rappa — F. Rappa, fl. 1950s
- Rasbach — Расбах, Хельга (Helga Rasbach, 1925—)
- Rataj — Ратай, Карел (Karel Rataj, 1925—2014)
- Rauh — Рау, Вернер (нем. Werner Rauh, 1913—2000)
- Raunk. — Раункиер, Христен (дат. Christen Christiansen Raunkiær, 1860—1938)
- Rauschert — Раушерт, Стефан (нем. Stephan Rauschert, 1931—1986)
- Rauwolff — Раувольф, Леонард (нем. Leonhard Rauwolf, 1535—1596)[5]
- Rawson — Роусон, Уильям Роусон (англ. Rawson William Rawson, 1812—1899)
- Ray — Рэй, Джон (натуралист) (англ. John Ray, до 1670 г. — англ. John Wray, 1627—1705)[5]
- Rchb. — Райхенбах, Генрих Готлиб Людвиг (нем. Heinrich Gottlieb Ludwig Reichenbach, 1793—1879)[6]
- Rchb.f. — Райхенбах, Генрих Густав (нем. Heinrich Gustav Reichenbach, 1824—1889)
- Read — Рид, Роберт Уильям (англ. Robert William Read, 1931—2003)[7]
- Rebr. — Ребрикова, Наталия Львовна (1949—)
- Rech. — Рехингер, Карл (нем. Karl Rechinger, 1867—1952)
- Rech.f. — Рехингер, Карл Хайнц (нем. Karl Heinz Rechinger, 1906—1998)
- Record — Рекорд, Сэмюэл Джеймс (wikispecies:Samuel James Record, 1881—1945)
- Redouté — Редуте, Пьер-Жозеф (Редуте, Пьер-Жозеф, 1759—1840)
- Regel — Регель, Эдуард Людвигович (нем. Eduard August von Regel, 1815—1892)
- Rehder — Редер, Альфред (нем. Alfred Rehder, 1863—1949)[8]
- Rehm — Рем, Генрих (нем. Heinrich Rehm, 1828—1916)
- Reiche — Райхе, Карл Фридрих (нем. Karl Friedrich Reiche, 1860—1929)
- Reichst. — Рейхштейн, Тадеуш (Tadeus Reichstein, 1897—1996)
- Reinw. — Рейнвардт, Каспар Георг Карл (англ. Caspar Georg Carl Reinwardt, 1773—1854)
- Rendle — Рендл, Альфред Бартон (англ. Alfred Barton Rendle, 1865—1938)
- Renner — Реннер, Отто (нем. Otto Renner, 1883—1960)
- Retz. — Рециус, Андерс Яхан (швед. Anders Jahan Retzius, 1742—1821)
- Reut. — Рете, Жорж Франсуа (фр. Georges François Reuter, 1805—1872)
- Reveal — Ривил, Джеймс Лауриц (англ. James Lauritz Reveal, 1941—)
- Reverd. — Ревердатто, Виктор Владимирович (1891—1969)
- Reynolds — Рейнолдс, Гилберт Вестакотт (англ. Gilbert Westacott Reynolds, 1895—1967)
- Rgl. — Регель, Эдуард Людвигович (нем. Eduard August von Regel, 1815—1892)
- Ricardi — Рикарди Салинас, Марио (исп. Mario Ricardi Salinas, 1921—2005)
- Riccob. — Риккобоно, Винченцо (итал. Vincenzo Riccobono, 1861—1943)
- Rich. — Ришар, Луи Клод (фр. Louis Claude Richard, 1754—1821)
- Richardson — Ричардсон, Джон (англ. John Richardson (naturalist), 1787—1865)
- Rick — Рик, Иоганн (нем. Johann Rick, 1869—1946)
- Ridl. — Ридли, Генри Николас (англ. Henry Nicholas Ridley, 1855—1956)
- Ridsdale — Ридсдэйл, Колин Эрнест (англ. Colin Ernest Ridsdale, 1944—)
- Riedel — Ридель, Людвиг (англ. Ludwig Riedel, 1790—1861)
- Riedl — Ридль, Харальд Удо фон (нем. Harald Udo von Riedl, 1936—)[9]
- Říha — Ржига, Ян (чеш. Jan Říha, 1947—)[10]
- Riv. — Ривинус, Августус Квиринус (нем. August Quirinus Rivinus, 1652—1723)[5]
- Rivière — wikispecies:Marie Auguste Rivière, 1821—1877[11]
- Rix — Рикс, Мартин (Martyn Rix[англ.], 1943—)
- Rizzini — Риззини, Карлос Толедо (порт. Carlos Toledo Rizzini, 1921—)
- Rob. — Робинсон, Вильям (Робинсон, Уильям (ландшафтный архитектор), 1838—1935)[12]
- Roberty — Guy Edouard Roberty[фр.], 1907—1971
- Robyns — Робинс, Франс Хуберт Эдуард Артур Вальтер (нем. Frans Hubert Edouard Arthur Walter Robyns, 1901—1986)
- Rochel — Рошель, Антон (нем. Anton Rochel, 1770—1847)
- Rock — Рок, Джозеф (англ. Joseph Rock, 1884—1962)
- Rockley — Амхерст, Алисия (англ. Alicia Margaret Tyssen Amherst, 1865—1941)
- Rodigas — Родига, Эмиль (фр. Émile Rodigas, 1831—1902)
- Rodion. — Родионенко, Георгий Иванович (1913—2014)
- Rodr. — Родригес, Хосе Деметрио (исп. José Demetrio Rodríguez, 1780—1846)
- Rodway — Родуэй, Леонард (англ. Leonard Rodway, 1853—1936)
- Roem. — Рёмер, Иоганн Якоб (нем. Johann Jacob Römer, 1763—1819)
- Roezl — Рёцль, Бенедикт (нем. Benedikt (Benito) Roezl, 1824—1885)
- Rogow. — Рогович, Афанасий Семёнович (1813—1878)
- Röhl. — Рёлинг, Иоганн Кристоф (нем. Johann Christoph Röhling, 1757—1813)
- Rohlena — Роглена, Йозеф (чеш. Josef Rohlena, 1874—1944)
- Rohr — Julius Philip Benjamin von Rohr, 1737—1793
- Rohrb. — Рорбах, Пауль (ботаник) (нем. Paul Rohrbach, 1846—1871)
- Rojas — Рохас Вера, Теодоро (Teodoro Rojas Vera, 1877—1954)
- Rojo — Justo P. Rojo, 1935—
- Rol. — Роландер, Даниель (швед. Daniel Rolander, 1725—1793)
- Rolfe — Ролфе, Роберт Аллен (англ. Robert Allen Rolfe, 1855—1921)
- Rollins — Роллинз, Рид Кларк (англ. Reed C. Rollins, 1911—1998)
- Ronse — A. Ronse, fl. 1993
- Ronse Decr. — Ронз-Декран, Луи-Филипп (фр. Louis-Philippe Ronse Decraene, 1962—)
- Roof — Руф, Джеймс Б. (James B. Roof, 1910—1983)
- Roscoe — Роскоу, Уильям (англ. William Roscoe, 1753—1831)
- Rose — Роуз, Джозеф Нельсон (Роуз, Джозеф Нельсон, 1862—1928)
- Rosén — Розен, Юхан Петер (Johan Peter Rosén, 1788—1825(?))
- Roshk. — Рожкова, Ольга Ивановна (1909—1989)
- Roshev. — Рожевиц, Роман Юльевич (1882—1949)[13]
- Rostk. — Ростковиус, Фридрих Вильгельм Готтлиб (нем. Friedrich Wilhelm Gottlieb Theophil Rostkovius, 1770—1848)
- Roth — Рот, Альбрехт Вильгельм (нем. Albrecht Wilhelm Roth, 1757—1834)
- Rothm. — Ротмалер, Вернер (нем. Werner Hugo Paul Rothmaler, 1908—1962)
- Rothman — Ротман, Йоран (швед. Göran Rothman, 1739—1778)
- Roeth — Jürgen Röth, fl. 1978
- Rostovzev — Ростовцев, Семён Иванович (1862—1916)
- Rothr. — Joseph Trimble Rothrock, 1839—1922
- Rottb. — Роттбёлль, Кристен Фриис (дат. Christen Friis Rottbøll, 1727—1797)
- Rousseau — Руссо, Жан Жак (фр. Jean-Jacques Rousseau, 1712—1778)
- Roussel — Руссель, Анри Франсуа Анн де (фр. Henri François Anne de Roussel, 1747—1812)
- Rouy — Руи, Жорж (фр. Georges C.Chr. Rouy, 1851—1924)
- Roxb. — Роксбер, Уильям (англ. William Roxburgh, 1751—1815)[14]
- Royle — Ройл, Джон Форбс (англ. John Forbes Royle, 1798—1858)
- Rozanov — Розанов, Сергей Матвеевич (1840—1870)
- Rozier — Розье, Жан (фр. François Rozier, 1734—1793)
- Rübel — Рюбель, Эдуард (нем. Eduard August Rübel, 1876—1960)
- Rudall — Paula J. Rudall, 1954—
- Rudge — Радж, Эдвард (англ. Edward Rudge, 1763—1846)
- Rudolph — Рудольф, Иоганн Генрих (нем. Johann Heinrich Rudolph, 1744—1809)
- Rudolphi — Рудольфи, Карл Асмунд (нем. Karl Asmund Rudolphi, 1771—1832)[15]
- Ruiz — Руис Лопес, Иполито (исп. Hipólito Ruiz López, 1754—1815)
- Rümpler. — Рюмплер, Карл Теодор (нем. Karl Theodor Rümpler, 1817—1891)
- Rumph. — Румф, Георг Эберхард (нем. Georg Eberhard Rumpf, 1628—1702)[5]
- Rupr. — Рупрехт, Франц Иванович (нем. Franz Josef Ruprecht, 1814—1870)[16]
- Rusby — Расби, Генри Хёрд (англ. Henry Hurd Rusby, 1855—1940)
- Russow — Руссов, Эдмунд (нем. Edmund August Friedrich Russow, 1841—1897)
- Rydb. — Ридберг, Пер Аксель (англ. Per Axel Rydberg, 1860—1931)
- Rzazade — Рзазаде, Рза Яхья-оглы (1909—1957)
- Ržonsn. — Ржонсницкая, Мария Адольфовна (1912—2005)
- Rzed. — Жедовский, Ежи (пол. Jerzy Rzedowski, 1926—)

### Комментарии
1. ↑  Ранее использовались сокращения: Rob.Schomb. и Schomb.
2. ↑  В советское время применяли сокращение: Schust.
3. ↑  В советское время применяли сокращение Uechtr., которое теперь указывает на учёного Maximilian Friedrich Sigismund von Uechtritz, 1785—1851
4. ↑  В советское время применяли сокращение Vig., которое теперь указывает на учёного Louis Guillaume Alexandre Viguier, 1790—1867
5. 1 2 3 4  Долиннеевский ботаник. Названия, опубликованные им до 1 мая 1753 года, не считаются действительно опубликованными с точки зрения Международного кодекса ботанической номенклатуры, в связи с чем в современной научной литературе это обозначение практически не встречается.
6. ↑  Часто используется вариант сокращения: Reichb.
7. ↑  Встречается также сокращение: R.W.Read
8. ↑  Встречалось также сокращение: Rehd.
9. ↑  Вариант записи обозначения: H.U.Riedl
10. ↑  Вариант записи обозначения: Riha
11. ↑  Вариант записи обозначения: Riviere
12. ↑  Ранее сокращение Rob. использовалось для обозначения другого учёного — Benjamin Lincoln Robinson, 1864—1935
13. ↑  Иногда используется обозначение: Rozhev.
14. ↑  Ранее использовалось сокращение: Roxburgh
15. ↑  Ранее сокращение Rudolphi использовалось для обозначения другого учёного — Friedrich Karl Ludwig Rudolphi, 1801—1849
16. ↑  Встречается также сокращение: Ruprecht